# Kyndby Kyst
Kyndby Kyst este o arie protejată (arie specială de conservare — SAC, sit de importanță comunitară — SCI) din Danemarca întinsă pe o suprafață de 360 ha, integral pe uscat.

## Localizare
Centrul sitului Kyndby Kyst este situat la coordonatele 55°48′20″N 11°52′12″E / 55.805556°N 11.87°E.

## Înființare
Situl Kyndby Kyst a fost declarat sit de importanță comunitară în august 2002 pentru a proteja 1 specie de animale. Situl a fost protejat și ca arie specială de conservare în decembrie 2011.

## Biodiversitate
Situată în ecoregiunile continentală și marină Atlantică, aria protejată conține 19 habitate naturale: Golfuri mici largi și golfuri puțin adânci, Păduri de fag Asperulo-Fagetum, Salicornia și alte specii anuale care populează regiunile mlăștinoase și nisipoase, Pajiști uscate seminaturale și facies de acoperire cu tufișuri pe substraturi calcaroase (Festuco-Brometalia) (* situri importante pentru orhidee), Izvoare petrifiante cu formare de travertin (Cratoneurion), Lagune de coastă, Lacuri eutrofice naturale cu vegetație de tip Magnopotamion sau Hydrocharition, Recifuri, Mlaștini alcaline, Bancuri de nisip acoperite în permanență slab de apă marină, Pășuni atlantice udate de apa mării (Glauco-Puccinellietalia maritimae), Vegetație anuală la limita mareei, Vegetație perenă pe țărmurile stâncoase, Formațiuni ierboase bogate în specii de Nardus, dezvoltate pe substraturi silicioase în zone montane (și în zone submontane, în Europa continentală), Pajiști cu Molinia pe soluri calcaroase, turboase sau argilos-nămoloase (Molinion caeruleae), Pajiști calcaroase din nisipuri xerice, Liziere de ierburi înalte hidrofile de câmpie și de nivel montan până la alpin, Terase mlăștinoase și terase nisipoase neacoperite de apă la reflux, Cursuri de apă de la nivel de câmpie la nivel montan, cu vegetație Ranunculion fluitantis și Callitricho-Batrachion.
La baza desemnării sitului se află o specie protejată de  nevertebrate: Vertigo angustior.